# Kasamba (Nchelenge)
Kasamba è un ward dello Zambia, parte della Provincia di Luapula e del Distretto di Nchelenge.